# Stazione di Parco Piemonte
Stazione di Parco Piemonte vasútállomás Olaszországban, Pomigliano d’Arco településen.

## Vasútvonalak
Az állomást az alábbi vasútvonalak érintik:
- Nápoly–Nola–Baiano-vasútvonal

## Kapcsolódó állomások
A vasútállomáshoz az alábbi állomások vannak a legközelebb:
- Stazione di Pratola Ponte
- Stazione di Talona